# Kammarrätten i Göteborg
Kammarrätten i Göteborg är en förvaltningsdomstol, en av fyra kammarrätter i Sverige. Kammarrätterna är normalt andra nivå i de allmänna förvaltningsdomstolarnas instansordning.
Kammarrätten i Göteborg prövar främst mål och ärenden när beslut i närmast föregående instans – Förvaltningsrätten i Malmö, Förvaltningsrätten i Göteborg, Förvaltningsrätten i Karlstad, förvaltningsmyndighet belägen inom nämnda förvaltningsrätters domkretsar eller av svensk myndighet utom riket – har meddelats. Havs- och vattenmyndigheten, som har säte i Göteborg, och Myndigheten för samhällsskydd och beredskap, som har säte i Karlstad är två centrala statliga myndigheter vars ärenden överklagas från förvaltningsrätt till Kammarrätten i Göteborg.
I många fall krävs att kammarrätten meddelar prövningstillstånd för att den ska ta upp ett mål till behandling. Ett beslut eller en dom från kammarrätt kan normalt överklagas till Högsta förvaltningsdomstolen.
Kammarrätten i Göteborg hade 2021 cirka 120 anställda, varav ungefär 85 jurister, och är den näst största av de fyra kammarrätterna.

## Historia
Kammarrätten var från början en del av Kammarkollegiet som hanterade rikets räkenskaper. År 1695 beslutade kung Karl XI att bryta ut Kammarrätten från Kammarkollegiet. Vid förvaltningsrättsreformen 1972 byggdes kammarrättsorganisationen ut. Det innebar bland annat att Kammarrätten i Göteborg infördes. Den ursprungliga kammarrätten fick namnet Kammarrätten i Stockholm.
Kammarrätten i Göteborg invigdes den 11 oktober 1972 av kronprins Carl Gustaf.

## Domare
Kammarrättens chef och högsta domare har titeln kammarrättspresident. Chef för avdelning på kammarrätten har titeln kammarrättslagman, övriga ordinarie domare har titeln kammarrättsråd. På varje avdelning finns ett eller flera kammarrättsråd som tillika är vice ordförande (VOF). Den som är vice ordförande på en avdelning är ställföreträdare för ordföranden och biträder ordföranden i arbetet.
I kammarrätten finns även kammarrättsassessorer. En kammarrättsassessor har genomgått den så kallade domarutbildningen och tjänstgör som ledamot på en avdelning. Vidare finns kammarrättsfiskaler som genomgår domarutbildningen. Som adjungerad ledamot, t.f. kammarrättsassessor, genomgår kammarrättsfiskalen det sista steget i domarutbildningen.

### Kammarrättspresidenter
- 1972–1994: Nils Olof Wentz
- 1994–1998: Elisabeth Palm
- 1998–2003: Anitha Bondestam
- 2003–2009: Hans-Jörgen Andersson
- 2009–2011: Carl Gustav Fernlund
- 2011–2014: Margareta Åberg
- 2014–2024: Dag Stegeland
- 2024–: Jörgen Nilsson

### Kammarrättslagmän (urval)
- Stefan Dryselius
- Arnold Joelsson
- Lisbeth Edlund (till 2011)
- Leif Nyström
- Stefan Holgersson (från 2010)
- Curt Rispe (till 2009)
- Margareta Åberg (2000–2005)